# Penicillin on Wax
Albums de Tim Dog
Do or Die
(1993)
Singles
1. Step to Me
Sortie : 1991
2. Fuck Compton
Sortie : 1991
3. Bronx Nigga
Sortie : 1992

Penicillin on Wax est le premier album studio de Tim Dog, sorti le  12 novembre 1991.
L'album s'est classé 34e au Top R&B/Hip-Hop Albums et 155e au Billboard 200.
La chanson Fuck Compton a été écrite par Tim Dog, frustré de la popularité du rap West Coast et du manque d'intérêt, à l'époque, des labels discographiques pour les artistes de la Côte Est. Ce morceau, qui attaque les rappeurs Eazy-E, MC Ren, Dr. Dre et la chanteuse Michel'le, tous originaires de Compton, est considéré comme étant à l'origine de la rivalité East Coast/West Coast qui déchira le monde du hip-hop au début des années 1990. Tim Dog a cependant précisé qu'il n'incluait pas le rappeur de Ice-T dans cette diss song : « I crush Ice Cube, I'm cool with Ice-T/But N.W.A ain't shit to me ».
Plusieurs artistes ont répondu à Fuck Compton :
- Compton's Most Wanted avec Who's Fuccin Who? et Another Victim sur l'album Music to Driveby (1992),
- DJ Quik avec Way 2 Fonky et Tha Last Word sur l'album Way 2 Fonky (1992),
- Dr. Dre et Snoop Dogg avec Fuck wit Dre Day (and Everybody's Celebratin') et The $20 Sack Pyramid sur l'album The Chronic de Dr. Dre (1992),
- Rodney-O & Joe Cooley avec U Don't Hear Me Tho sur l'album Fuck New York (1993),
- Tweedy Bird Loc  avec Fucc the South Bronx et What's Really Goin' On sur l'album 187 Ride By (1992),
- E.L. Me & The Street Products avec E.L. Me & The Street Products et Outshout sur l'album 16 Lessons from the Streets (1992).

Le magazine Complex a classé Fuck Compton à la 16e place de sa liste des « 50 meilleures diss songs de hip-hop ».

## Liste des titres
| No  | Titre                                          | Contient un (des) sample(s) de | Durée |
| --- | ---------------------------------------------- | --- | ----- |
| 1.  | Intro                                          | Prelude de N.W.A Message to B.A.de N.W.A | 2:49  |
| 2.  | Low Down Nigga                                 | Nautilus de Bob James Let a Woman Be a Woman - Let a Man Be a Man de Dyke and the Blazers Catch a Groove de Juice Funky Drummer de James Brown Fly Like an Eagle du Steve Miller Band                                                                                   | 2:07  |
| 3.  | Robin Harris Shit (Skit)                       | Proud to Be From Compton? de Robin Harris | 0:17  |
| 4.  | Fuck Compton                                   | UFO d'ESG Black Grass de Bad Bascomb Get Up, Get Into It, Get Involved de James Brown No More Lies de Michel'le A Chorus Line des Ultramagnetic MCs Love Rap de Spoonie Gee and The Treacherous Three Cussin', Cryin' and Carryin' On d'Ike & Tina Turner               | 4:10  |
| 5.  | DJ Quik Beat Down (Skit)                       | | 0:20  |
| 6.  | Step to Me                                     | Once in a Lifetime des Talking Heads 2001 du Cecil Holmes Soulful Sounds Black Grass de Bad Bascomb Treat 'Em Right de Chubb Rock | 4:46  |
| 7.  | Phone Conversation with Reporter (Skit)        | | 0:23  |
| 8.  | Bronx Nigga                                    | Across 110th Street de Bobby Womack and Peace Foxy Lady de Jimi Hendrix | 4:16  |
| 9.  | You Ain't Shit                                 | There Was a Time du Dee Felice Trio Spinning Wheel de Dr. Lonnie Smith Pick Up the Pieces de l'Average White Band I Can't Stand It de James Brown Give It Up or Turnit a Loose de James Brown Think (About It) de Lyn Collins                                           | 4:20  |
| 10. | I Ain't Takin No Shorts                        | Future Shock (Dance Your Pants Off) de Maceo Parker Synthetic Substitution de Melvin Bliss Brothers Gonna Work It Out (Dub) de Public Enemy | 3:37  |
| 11. | NFL Shit (Skit)                                | | 0:18  |
| 12. | Ill Wax Anybody                                | Nautilus de Bob James Do the Funky Penguin de Rufus Thomas Suckers Never Play Me de Tim Dog It's a New Day des Skull Snaps Get Me Back on Time, Engine #9 de Wilson Pickett A Chorus Line des Ultramagnetic MCs                                                         | 5:05  |
| 13. | Michel'le Conversation (Skit)                  | | 1:22  |
| 14. | Cant Fuck Around                               | UFO d'ESG | 3:43  |
| 15. | Dogs Gonna Getcha                              | Chinese Chicken de Duke Williams and the Extremes | 3:03  |
| 16. | Going Wild in the Penile                       | Lonesome Cowboy du Roy Ayers Ubiquity Funky Drummer de James Brown Hydra de Grover Washington, Jr. Person to Person de l'Average White Band Do the Funky Penguin de Rufus Thomas Nappy Dugout de Funkadelic Fatbackin' du Fatback Band Let's Have Some Fun des Bar-Kays | 4:09  |
| 17. | Get off the Dick                               | | 3:11  |
| 18. | I Ain't Havin' It (featuring Kool Keith)       | Theme From the Planets de Dexter Wansel Don't Change Your Love des Five Stairsteps | 3:34  |
| 19. | Patriotic Pimp                                 | | 3:51  |
| 20. | Secret Fantasies (featuring Ultramagnetic MCs) | Midnight and You du Love Unlimited Orchestra | 6:21  |